# Stagonosuchus
Stagonosuchus is een geslacht van uitgestorven Loricata, of mogelijk een soort van Prestosuchus. Er zijn fossielen gevonden in de Manda-formatie uit het Laat-Trias (Anasien) van Tanzania.

## Beschrijving
In tegenstelling tot andere Rauisuchia, die een uitspringende rand op het darmbeen hebben, de supra-acetabulaire ondersteuning die over het dijbeen ligt, bezit Stagonosuchus slechts een lichte verdikking op het oppervlak van het bot. Bij Stagonosuchus is het schaambeen breed en plaatachtig, terwijl het in andere geslachten smaller is en een prominente voet kan hebben zoals die van sommige theropode dinosauriërs.
De centra van de wervels zijn tot op zekere hoogte vernauwd, hoewel niet zo veel als bij andere Rauisuchia zoals Saurosuchus. In de wervels strekken de neurale kanalen (waardoor het ruggenmerg zou gaan) zich uit tot in de centra en vormen ze diepe holten. Een brede articulatie tussen de hyposphene en hypantrum in opeenvolgende wervels verhinderde elke laterale beweging van de wervelkolom. Een kleine toebehorende neurale wervelkolom steekt uit in de buurt van de grotere hoofdwervelkolom, mogelijk als een extra bevestiging voor verstevigende ligamenten. Stagonosuchus heeft ook veel laminae of ribbels van bot op de wervels.
Friedrich von Huene, die het geslacht in 1938 benoemde, classificeerde Stagonosuchus voor het eerst als een Rauisuchia. In 1967 plaatste Alfred Romer Stagonosuchus in de nieuw opgerichte familie Prestosuchidae. Dit was echter waarschijnlijk te wijten aan de nauwe overeenkomsten tussen de twee families, waardoor classificatie moeilijk was. Stagonosuchus wordt sindsdien beschouwd als een Rauisuchia. Een studie uit 2010 over archosaurische fylogenie vond dat Stagonosuchus zich buiten zowel Rauisuchidae als Prestosuchidae bevond in een meer basale positie binnen Rauisuchia. De studie richtte de naam Rauisuchoidea op om het en andere basale taxa op te nemen die nauw verwant waren aan rauisuchiden en prestosuchiden, waaronder Ticinosuchus (van oudsher beschouwd als een prestosuchide) en Arganasuchus en Fasolasuchus (eerder beschouwd als rauisuchiden). Een studie uit 2011 wees uit dat Ticinosuchus de naaste verwant van Stagonosuchus is, ondanks een opvallend verschil in grootte tussen de twee vormen (Ticinosuchus is veel gracieler dan de grotere Stagonosuchus). Een studie uit 2020 voerde aan dat Stagonosuchus een tweede soort van Prestosuchus was, Prestosuchus nyassicus.